# Karnówko
Karnówko – wieś w Polsce położona w województwie kujawsko-pomorskim, w powiecie nakielskim, w gminie Nakło nad Notecią.

## Podział administracyjny
W latach 1954–1957 wieś należała i była siedzibą władz gromady Karnówko, po jej zniesieniu w gromadzie Nakło nad Notecią. W latach 1975–1998 miejscowość administracyjnie należała do województwa bydgoskiego.

## Demografia
Według Narodowego Spisu Powszechnego (III 2011 r.) liczyła 248 mieszkańców. Jest czternastą co do wielkości miejscowością gminy Nakło nad Notecią.